# Liste der Stolpersteine in Lisberg
In der Liste der Stolpersteine in Lisberg werden die vorhandenen Gedenksteine aufgeführt, die im Rahmen des Projektes Stolpersteine des Künstlers Gunter Demnig bisher in Lisberg im oberfränkischen Landkreis Bamberg verlegt worden sind.

## Verlegte Stolpersteine
In Lisberg wurden 20 Stolpersteine an sieben Anschriften verlegt.
| Stolperstein | Inschrift | Standort                                      | Name, Leben |
| --- | --- | --------------------------------------------- | --- |
| Bild gesucht Der Benutzer GeorgDerReisende ( Diskussion ) wünscht sich an dieser Stelle ein Bild vom Ort mit diesen Koordinaten 49.895878 10.725994 . Motiv: Von-Ostheim-Straße 10: die Stolpersteine für die Familien Katz und Loewi, die Lage und das Haus Falls du dabei helfen möchtest, erklärt die Anleitung , wie das geht. BW | HIER WOHNTE FANNY KATZ GEB. ULLMANN JG. 1868 DEPORTIERT 1942 THERESIENSTADT 1942 TREBLINKA ERMORDET                                                 | Trabelsdorf, Von-Ostheim-Straße 10 (Standort) | Fanny Katz |
| Bild gesucht Der Benutzer GeorgDerReisende ( Diskussion ) wünscht sich an dieser Stelle ein Bild vom Ort mit diesen Koordinaten 49.881228 10.729705 . Motiv: Kasernstraße 15: der Stolperstein für Lina Fromm, die Lage und das Haus Falls du dabei helfen möchtest, erklärt die Anleitung , wie das geht. BW                         | HIER WOHNTE LINA FROMM JG. 1870 UMZUG 1940 REGENSBURG JÜDISCHES ALTERSHEIM DEPORTIERT 1942 THERESIENSTADT ERMORDET 13.11.1944                       | Lisberg, Kasernstraße 15 (Standort)           | Lina Fromm |
| Bild gesucht Der Benutzer GeorgDerReisende ( Diskussion ) wünscht sich an dieser Stelle ein Bild vom Ort mit diesen Koordinaten 49.895246 10.72777 . Motiv: Bamberger Straße 8: die Stolpersteine für die Familie Liffgens, die Lage und das Haus Falls du dabei helfen möchtest, erklärt die Anleitung , wie das geht. BW            | HIER WOHNTE GISELA LIFFGENS GEB. ROSENBAUM JG. 1893 DEPORTIERT 1942 IZBICA ERMORDET                                                                 | Trabelsdorf, Bamberger Straße 8 (Standort)    | Gisela Liffgens geb. Rosenbaum wurde am 12. März 1893 in Zeckendorf geboren. |
| Bild gesucht Die Wikipedia wünscht sich an dieser Stelle ein Bild vom hier behandelten Ort. Falls du dabei helfen möchtest, erklärt die Anleitung , wie das geht. BW | HIER WOHNTE HILDEGARD LIFFGENS VERH. KAHN JG. 1924 KINDERTRANSPORT 1939 ENGLAND                                                                     | Trabelsdorf, Bamberger Straße 8 (Standort)    | Hildegard Liffgens später verehelichte Kahn |
| Bild gesucht Die Wikipedia wünscht sich an dieser Stelle ein Bild vom hier behandelten Ort. Falls du dabei helfen möchtest, erklärt die Anleitung , wie das geht. BW | HIER WOHNTE JOACHIM LIFFGENS JG. 1928 DEPORTIERT 1942 IZBICA ERMORDET                                                                               | Trabelsdorf, Bamberger Straße 8 (Standort)    | Joachim Liffgens wurde am 18. Januar 1928 in Trabelsdorf geboren. |
| Bild gesucht Die Wikipedia wünscht sich an dieser Stelle ein Bild vom hier behandelten Ort. Falls du dabei helfen möchtest, erklärt die Anleitung , wie das geht. BW | HIER WOHNTE LOTHAR LIFFGENS JG. 1926 DEPORTIERT 1942 IZBICA ERMORDET                                                                                | Trabelsdorf, Bamberger Straße 8 (Standort)    | Lothar Liffgens wurde am 21. April 1926 in Trabelsdorf geboren. |
| Bild gesucht Die Wikipedia wünscht sich an dieser Stelle ein Bild vom hier behandelten Ort. Falls du dabei helfen möchtest, erklärt die Anleitung , wie das geht. BW | HIER WOHNTE SIEGFRIED LIFFGENS JG. 1890 DEPORTIERT 1942 IZBICA ERMORDET                                                                             | Trabelsdorf, Bamberger Straße 8 (Standort)    | Siegfried Liffgens wurde am 3. August 1890 in Trabelsdorf geboren. |
| Bild gesucht Der Benutzer GeorgDerReisende ( Diskussion ) wünscht sich an dieser Stelle ein Bild vom Ort mit diesen Koordinaten 49.895145 10.724707 . Motiv: Steigerwaldstraße 8: der Stolperstein für Luise Löwenfels, die Lage und das Haus Falls du dabei helfen möchtest, erklärt die Anleitung , wie das geht. BW                | HIER GEBOREN LUISE LÖWENFELS SCHWESTER ALDYSIA JG. 1915 ORDENSGEMEINSCHAFT ARME DIENSTMÄGDE JESU CHRISTI FLUCHT HOLLAND ERMORDET 9.8.1942 AUSCHWITZ | Trabelsdorf, Steigerwaldstraße 8 (Standort)   | Luise Löwenfels wurde am 5. Juli 1915 in Trabelsdorf geboren. Sie gehörte der Ordensgemeinschaft Arme Dienstmägde Jesu Christi an. Sie flüchtete nach Holland, wurde gefasst, nach Auschwitz deportiert und dort am 9. August 1942 ermordet. |
| Bild gesucht Die Wikipedia wünscht sich an dieser Stelle ein Bild vom hier behandelten Ort. Falls du dabei helfen möchtest, erklärt die Anleitung , wie das geht. BW | HIER WOHNTE HENRY LOEWI JG. 1885 DEPORTIERT 1942 TRANSIT-GHETTO IZBICA ERMORDET                                                                     | Trabelsdorf, Von-Ostheim-Straße 10 (Standort) | Henry Loewi |
| Bild gesucht Die Wikipedia wünscht sich an dieser Stelle ein Bild vom hier behandelten Ort. Falls du dabei helfen möchtest, erklärt die Anleitung , wie das geht. BW | HIER WOHNTE MARGA LOEWI JG. 1931 DEPORTIERT 1942 TRANSIT-GHETTO IZBICA ERMORDET                                                                     | Trabelsdorf, Von-Ostheim-Straße 10 (Standort) | Marga Loewi |
| Bild gesucht Die Wikipedia wünscht sich an dieser Stelle ein Bild vom hier behandelten Ort. Falls du dabei helfen möchtest, erklärt die Anleitung , wie das geht. BW | HIER WOHNTE SELMA LOEWI GEB. KATZ JG. 1899 DEPORTIERT 1942 TRANSIT-GHETTO IZBICA ERMORDET                                                           | Trabelsdorf, Von-Ostheim-Straße 10 (Standort) | Selma Loewi |
| Bild gesucht Der Benutzer GeorgDerReisende ( Diskussion ) wünscht sich an dieser Stelle ein Bild vom Ort mit diesen Koordinaten 49.895849 10.727255 . Motiv: Weiherer Straße 6: die Stolpersteine für die Familie Mahler, die Lage und das Haus Falls du dabei helfen möchtest, erklärt die Anleitung , wie das geht. BW              | HIER WOHNTE HERBERT MAHLER JG. 1912 FLUCHT 1937 USA                                                                                                 | Trabelsdorf, Weiherer Straße 6 (Standort)     | Herbert Mahler |
| Bild gesucht Die Wikipedia wünscht sich an dieser Stelle ein Bild vom hier behandelten Ort. Falls du dabei helfen möchtest, erklärt die Anleitung , wie das geht. BW | HIER WOHNTE MAX MAHLER JG. 18.. FLUCHT 1938 USA | Trabelsdorf, Weiherer Straße 6 (Standort)     | Max Mahler |
| Bild gesucht Die Wikipedia wünscht sich an dieser Stelle ein Bild vom hier behandelten Ort. Falls du dabei helfen möchtest, erklärt die Anleitung , wie das geht. BW | HIER WOHNTE PAULINE MAHLER GEB. KOHN JG. 1885 FLUCHT 1938 USA                                                                                       | Trabelsdorf, Weiherer Straße 6 (Standort)     | Pauline Mahler geb. Kohn |
| Bild gesucht Der Benutzer GeorgDerReisende ( Diskussion ) wünscht sich an dieser Stelle ein Bild vom Ort mit diesen Koordinaten 49.895318 10.72674 . Motiv: Bamberger Straße 14: die Stolpersteine für die Familie Reichmannsdorfer, die Lage und das Haus Falls du dabei helfen möchtest, erklärt die Anleitung , wie das geht. BW   | HIER WOHNTE AMALIE REICHMANNSDORFER GEB. dingfelder JG. 1889 DEPORTIERT 1942 IZBICA ERMORDET                                                        | Trabelsdorf, Bamberger Straße 14 (Standort)   | Amalie Reichmannsdorfer geb. Dingfelder |
| Bild gesucht Die Wikipedia wünscht sich an dieser Stelle ein Bild vom hier behandelten Ort. Falls du dabei helfen möchtest, erklärt die Anleitung , wie das geht. BW | HIER WOHNTE GUSTAV REICHMANNSDORFER JG. 1878 DEPORTIERT 1942 IZBICA ERMORDET                                                                        | Trabelsdorf, Bamberger Straße 14 (Standort)   | Gustav Reichmannsdorfer |
| Bild gesucht Die Wikipedia wünscht sich an dieser Stelle ein Bild vom hier behandelten Ort. Falls du dabei helfen möchtest, erklärt die Anleitung , wie das geht. BW | HIER WOHNTE HEINRICH REICHMANNSDORFER JG. 1912 FLUCHT 1938 USA                                                                                      | Trabelsdorf, Bamberger Straße 14 (Standort)   | Heinrich Reichmannsdorfer |
| Bild gesucht Die Wikipedia wünscht sich an dieser Stelle ein Bild vom hier behandelten Ort. Falls du dabei helfen möchtest, erklärt die Anleitung , wie das geht. BW | HIER WOHNTE ZENSI REICHMANNSDORFER VERH. MANNHEIMER JG. 1911 FLUCHT 1938 ENGLAND 1941 USA                                                           | Trabelsdorf, Bamberger Straße 14 (Standort)   | Zensi Reichmannsdorfer verh. Mannheimer |
| Bild gesucht Der Benutzer GeorgDerReisende ( Diskussion ) wünscht sich an dieser Stelle ein Bild vom Ort mit diesen Koordinaten 49.895611 10.72402 . Motiv: Steigerwaldstraße 16: die Stolpersteine für das Ehepaar Silbermann und die Lage Falls du dabei helfen möchtest, erklärt die Anleitung , wie das geht. BW                  | HIER WOHNTE JULIE SILBERMANN GEB. SCHLOSS JG. 1877 GEDEMÜTIGT/ENTRECHTET TOT 28. OKTOBER 1937                                                       | Trabelsdorf, Steigerwaldstraße 16 (Standort)  | Julie Silbermann |
| Bild gesucht Die Wikipedia wünscht sich an dieser Stelle ein Bild vom hier behandelten Ort. Falls du dabei helfen möchtest, erklärt die Anleitung , wie das geht. BW | HIER WOHNTE KARL SILBERMANN JG. 1879 UNFREIWILLIG VERZOGEN 1939 BERLIN DEPORTIERT 1942 RIGA ERMORDET 22.10.1942                                     | Trabelsdorf, Steigerwaldstraße 16 (Standort)  | Karl Silbermann |

## Verlegungen
- 3. November 2016: Steigerwaldstraße 8
- 18. Oktober 2017: Bamberger Straße 8
- 25. September 2018: Bamberger Straße 14
- 9. März 2020: Kasernstraße 15, Weiherer Straße 6
- 9. März 2022: Von-Ostheim-Straße 10
- 18. Februar 2025: Steigerwaldstraße 16